# Tewabech Ali
Tewabech Ali, född 1831, död 1858, var Etiopiens kejsarinna 1855-1858, gift med kejsar Tewodros II. 
Hennes äktenskap beskrivs som lyckligt. 